# 吉村益信
吉村 益信（よしむら ますのぶ、1932年5月22日 - 2011年3月15日）は、昭和後期に活動した美術家。大分県大分市出身。1960年に登場した過激な前衛芸術集団「ネオ・ダダ」の発案者であり、主宰者。

## 経歴
実家は大正初期創業の医薬品卸売の吉村薬品という裕福な環境で育つ。大分第一高等学校（現在の大分県立大分上野丘高等学校）在学中の17歳のときに河北倫明が著した青木繁の画集を見て美術にのめり込む。昼は学校の美術室に、夜は地元大分の画材店キムラヤの美術サークル「新世紀群」で活動した。ここには、同郷の磯崎新、赤瀬川隼（両者は同じ高校の1年先輩）風倉匠らが集っていた。当時から鷹揚で人をひきつけ、親分肌で面倒見がよくスポーツ万能。在学中は自治会長も務めていた。
1951年（昭和26年）、武蔵野美術学校油絵科(現・武蔵野美術大学)に入学。1955年（昭和30年）、卒業後、読売アンデパンダン展に出品を始めた。1957年（昭和32年）、父の遺産を元に新宿区百人町に小さな土地を購入。磯崎新に設計を依頼し、住居兼アトリエを建築した。この家は、その白いモルタルの壁から「新宿ホワイトハウス」と呼ばれた（のちにネオ・ダダの拠点となる）。1960年、第4回シェル美術賞展に油彩によるマチエールを強調した作品を出品し、三席を受賞。

### ネオ・ダダの時代
1960年（昭和35年）3月、第12回読売アンデパンダン展初日の晩、「新世紀群」の後輩の赤瀬川原平（赤瀬川隼の弟）、風倉匠、そして 篠原有司男らとともに「ネオ・ダダイズム・オルガナイザーズ」を結成した。（篠原が後年のインタビューでグループ名を発案し付けたのは吉村だったと明かしている。）メンバーは他に荒川修作、石橋別人、豊島壮六、上田純らがいた。1960年（昭和35年）4月、東京の銀座画廊で第一回ネオ・ダダイズム・オルガナイザーズ展を開催。篠原有司男がマニフェストを起草した。このとき篠原は画廊の中空に300個のゴム風船を群がらせ、吉村は展覧会ポスターを全身にミイラのようにぐるぐる巻いて銀座の路頭にさまよい出た。この街頭パフォーマンスは当時大きな話題となった
。
1960年（昭和35年）7月、吉村のアトリエ「新宿ホワイトハウス」で開かれた第二回展では、単に「ネオ・ダダ」と自称し、岸本清子、田辺三太郎、田中信太郎、吉野辰海がメンバーに加わった。同年9月、鎌倉材木座海岸で「ビーチ・ショー」を開催。同月、東京の日比谷公園内にある日比谷画廊の屋内外で第三回展ネオ・ダダ展を開催。美術作品らしいものはいっさいなかったが、グループは展覧会の有無にかかわらず連日マスコミの取材を受け、群がるカメラ陣を前にアナーキーな破壊的パフォーマンスを行った。
1961年（昭和36年）3月、第13回読売アンデパンダン展では、ウィスキーの壜を多量に使った廃品芸術の作品「殺打駄氏の応接室」、石膏のレリーフ「サダダの塔」を発表、また、新宿ホワイトハウスにおいて、石膏細工の棺桶をつくり、自らなかに横たわり屍体となるハプニングを繰り返した。
しかし、吉村は津田信敏舞踊研究所（後のアスベスト館）の女性と突如結婚し、ネオ・ダダグループは「蒸発」してしまったという。

### 米国時代
1962年（昭和37年）、吉村はホワイトハウスを売却、渡米。1966年（昭和41年）まで、ニューヨークに滞在した。その間、石膏によるオブジェシリーズを制作し、1962年、1963年のゴードンス画廊グループ展、1964年、1965年のカスティラン画廊グループ展、1965年のクライスラー美術館「ニュー・アイ」展、巡回展「日本の新しい絵画と彫刻」展などに出品。また同1965年国立近代美術館で開かれた「在外日本作家展」にはシュルレアリスム風のオブジェ「月時計」、「硬貨」を出品した。1966年（昭和41年）、ビザのトラブルで帰国した。

### その後の活躍
1966年帰国後、ネオン管などを使ったライト・アートを制作。1967年、東京画廊で開いた個展「トランスペアレンツ・セレモニー」ではアクリルのケースに入ったネオン作品を展示、またこの傾向の作品「32 Neon clouds in Perspective」を同年の第9回日本国際美術展に出品した。1968年、第8回現代日本美術展に、環状の金属の帯の周りを光が走る「反物質 ライト・オン・メビウス」を出品し、コンクール優秀賞を受賞。1969年、第9回現代日本美術展には砂と電球による「200W」を出品。1970年（昭和45年）、日本万国博覧会では、多数の施設のプロデュース、ディスプレーを手掛けた。1971年（昭和46年）、豚の剥製を使ったオブジェ『豚＝ピッグ・リブ』を第10回現代日本美術展に出品。1972年（昭和47年）、輪切りにされた巨大な象のレプリカを使った個展、「群盲撫象展」をサトウ画廊で開いた。1970年代後半にはアーティスト・ユニオンの事務局長を務め、アーティストの社会的自立に貢献した。常に人々の先頭に立ってリーダーシップを発揮し、既成の枠にとらわれない自由な活動を展開した。実験精神にあふれ、変容を続けた作家であった。晩年は神奈川県秦野市にアトリエを構えて過ごした。
2011年3月15日、多臓器不全のため秦野市内の病院で死去。享年78。

## 作品
大分市美術館所蔵
- 「殺打駄氏の塔<幽閉されたハレム>」 1961年
- 「VOID 1～9」1962／96年
- VOID」 1962年
- 「HOW TO FLY O」1964年
- 「HOW TO FLY Three steps」1965年
- 「ネオン雲プラン 2」1966-67年
- 「クイーン・セミラミス」1966年
- 「ネオン雲プラン 1」1967年
- 「Heads in Transparency」 1967年
- 「トライアングル・メビウス」1969年
- 「大ガラス・ドローイング」1970年
- 「CUT SEA3」1973-1974年
- 「CUT SEA」 1973年
- 「CUT SEA 4」1974年
- 「菜の花畑」 1974年
- 「PLUS & MINUS ONE DIMENCTIONイシガキダイ」1975年
- 「偏執狂編集上の透視図 リフレッシュウウィドー」1978年
- 「四次元の影としての三次元の影」1983年
- 「影体 4」 1985年
- 「月の影 （L）」1987-1988年
- 「月の人（2）」1990-1994年
- 「豚；Pig Lib」 1994年
- 「豚；Pig Lib(小豚)」 1994年

大分県立芸術会館所蔵
- 「HOW TO FLY 1」 1965年
- 「線遠近法風景」 1979年
- 「ARRESTED IN THE MIRRORS 1」 1966年
- 「時間の遠近法 勝負なしの関係」 1981年
- 「ARRESTED IN THE MIRRORS 2」 1966年
- 「月の影;□○▽ 」1985年
- 「HOW TO FLY 2」 1965年
- 「Black and Black」 不詳
- 「反物質；ライト･オン･メビウス」1968年
- 「コーナー･アウト･イン」 1970年
- 「Neon Cloud-Neon ネオン雲」 1966年
- 「なぜか茶巾しぼり」 1994年
- 「ネオン雲(1)-NEON CLOUD1-」 1967年
- 「クッキング」 1976年(昭和51年)
- 「VOIDISM 1」 1962-1963年
- 「VOIDISM 2」 1962-1963年
- 「VOIDISM 3」 1962-1963年
- 「VOIDISM 4」 1962-1963年
- 「VOIDISM 5」 1962-1963年

東京国立近代美術館所蔵
- 「月時計」 1963年
- 「硬貨 」 1964年

兵庫県立美術館所蔵
- 「豚・pig lib;」1970年 - フランスのグラフィックデザイナーレイモン・サヴィニャックの『ランクハムのための原画』（1951年）[18]を引用(パロディ)した作品とされる。